# Jan Łasicki
Jan Łasicki (latin : Johannis Lasitii ou Lasicius; 1534–1602) est un historien et théologien polonais. Il avait disposé d'une bonne éducation et voyagé dans toute l'Europe occidentale de 1556 à 1581. Vers 1557, il s'est converti au calvinisme, devenant un fidèle des Frères Tchèques après 1567.
Son œuvre principale est l’Historia de origine et rebus gestis fratrum Bohemicorum, en huit volumes. Le seul volume parvenu jusqu'à nous, publié en 1660, traite des coutumes et de l'organisation des Frères Tchèques. Parmi ses autres œuvres, on trouve l’Historia de ingressu Polonorum in Valachiam cum Bogdano (1584), qui traite de l'invasion polonaise de la Valachie. Ce livre a été traduit en polonais par Władysław Syrokomla (en) en 1855. Les 18 pages de son traité contre l'idolâtrie De diis Samagitarum caeterorumque Sarmatarum et falsorum Christianorum (« Au sujet des dieux des Samogitiens et autres Sarmates et faux chrétiens », écrit vers 1582 et publié en 1615) fournissent une liste des dieux lituaniens et constituent un texte important dans l'étude de la mythologie lituanienne.